# Szczepan Praśkiewicz
Szczepan Praśkiewicz OCD (ur. 1958 w Chmielniku) – karmelita bosy, teolog i publicysta. Od 1 lutego 2020 relator Kongregacji Spraw Kanonizacyjnych.

## Życiorys
Ukończył Niższe Seminarium Karmelitów Bosych w Wadowicach (1976) i uzyskał świadectwo dojrzałości w Poznaniu (1977); tam też po rocznym nowicjacie zakonnym odbytym w klasztorze w Czernej k. Krzeszowic studiował filozofię (1978–1980). Studia teologiczne ukończył na Teresianum w Rzymie, gdzie w 1983 przyjął święcenia kapłańskie. W 1985 uzyskał tamże licencjat z teologii ze specjalizacją z antropologii teologicznej. W latach 1985–1987 odbył studia z mariologii na Papieskim Wydziale Teologicznym „Marianum” w Rzymie, uwieńczone dyplomem biegłego.
W 1988  przedłożył na „Teresianum” rozprawę doktorską i w roku następnym ukończył przewód doktorski z teologii ze specjalizacją z antropologii teologicznej. Był prefektem w Międzynarodowym Kolegium Teologicznym Karmelitów Bosych w Rzymie (1983–1990) i generalnym sekretarzem misji w Kurii Generalnej Karmelitów Bosych (1990–1999). W latach 1986–1998 wykładał antropologię teologiczną i duchowość maryjną na „Teresianum”. Od 1998 jest przez trzecią pięcioletnią kadencję konsultorem watykańskiej Kongregacji Spraw Kanonizacyjnych, a od 2007 doradcą Referatu Spraw Kanonizacyjnych w Krakowskiej Kurii Metropolitalnej.
W latach 1999–2005 był przez dwie kadencje prowincjałem Krakowskiej Prowincji Karmelitów Bosych, w której obecnie jest postulatorem. W latach 1992–1999 współpracował jako członek zespołu redakcyjnego z miesięcznikiem misyjnym „La Obra máxima”, wychodzącym od ponad stu lat w San Sebastián w Hiszpanii. Obecnie zaś współpracuje na podobnych zasadach z redakcją kwartalnika „Zeszyty Karmelitańskie” (Poznań) i dwumiesięcznika „Głos Karmelu” (Kraków). W 2007 rozpoczął publikowanie w Krakowie nowej serii wydawniczej „Świętość kanonizowana” i jest jej redaktorem (siódmy tom w przygotowaniu). Nadto w tym samym roku podjął się pisania esejów „Pod rozwagę” (ukazało się już 5) w miesięczniku „Via Consecrata” (Kraków), w których omawia i komentuje okiem teologa bieżące wydarzenia w życiu kościelnym i społecznym. Wykłada w Wyższym Seminarium Duchownym Karmelitów Bosych i na Karmelitańskim Instytucie Duchowości w Krakowie.
W latach 2011–2014 był przeorem klasztoru karmelitów bosych w Lublinie. Jesienią 2014 r. uzyskał stopień doktora habilitowanego nauk teologicznych na Katolickim Uniwersytecie w Rużomberku na Słowacji. Dyplom habilitacyjny 15 grudnia 2014 r. został potwierdzony przez Ministerstwo Nauki i Szkolnictwa Wyższego w Warszawie.
Jest członkiem honorowego komitetu Katolickiego kulturalnego stowarzyszenia włosko-polskiego z siedzibą w Ostii pod Rzymem (Associazione nazionale cattolica culturale italiano-poalacca). 1 lutego 2020 papież Franciszek mianował go relatorem Kongregacji Spraw Kanonizacyjnych.

## Odznaczenia
Uzyskał pierwszą nagrodę w konkursie zorganizowanym w skali światowej wśród studentów ateneów papieskich nt. „La religione e la promozione della dignità e dei diritti dell’uomo” przez „Centre for Indian and Inter-Religious Studies” (1998). Laureat przyznawanej przez urząd Miasta i Gminy w Chmielniku nagrody „Chmielniczanin Roku” w dziesiątej edycji (2000) i wyróżniony przez Urząd Gminy Miedziana Góra statuetką „Miedziara” (2011, tj. w czwartej edycji). Odznaczony przez Związek Ochotniczych Straży Pożarnych Rzeczypospolitej Polskiej – Prezydium Zarządu Oddziału Wojewódzkiego woj. świętokrzyskiego Złotym Medalem „za zasługi dla pożarnictwa” (2006) i przez Ministra Sprawiedliwości Złotą Odznaką „za zasługi w pracy penitencjarnej” (2007).

## Publikacje
- Sanktuarium Matki Bożej Loretańskiej w Piotrkowicach, Rzym 1983.
- Czcimy Maryję na wzór Świętych Karmelu. Nowenna szkaplerzna, Łódź 1988 (istnieje wersja białoruska, słowacka i ukraińska).
- Karmelitów Bosych znam od dziecka. Karmel – jego święci, życie, charyzmat, zadania i cele w wypowiedziach Ojca Świętego Jana Pawła II, Łódź-Rzym 1988.
- Maria nella vita spirituale. Dispense ad uso degli uditori, Roma 1988.
- I fondamenti dottrinali della dignità e dei diritti della persona umana nel Magistero ecclesiale e nella Teologia contemporanea. Excerpta ex dissertatione..., Roma 1989.
- La Conferenza Episcopale Polacca in difesa dell’uomo e dei suoi diritti. Interventi e giustificazione teologica, Roma 1989.
- Un Saint de la ville du Pape. Bienheureux Raphaël Kalinowski, Łódź 1988.
- Dźwigając Chrystusowy Krzyż (św. Jan od Krzyża), Łódź 1990.
- Raffaele Kalinowski. Tappe fondamentali di una vita ed elementi di spiritualità, Roma 1990.
- Así era Rafael Kalinowski, Burgos 1991.
- Mutagatifu Rafayeli Kalinowski 1835-1907, Butare 1991.
- Przez Syberię do Karmelu i na ołtarze (św. Rafał Kalinowski), Rzym 1991.
- San Raffaele di San Giuseppe – Giuseppe Kalinowski. Carmelitano Scalzo, Roma 1991 (istnieją wersje: angielska, francuska, hiszpańska i niemiecka).
- San Raffaele Kalinowski. Un messaggero di Dio per il nostro tempo, Roma 1991.
- S. Raffaele Kalinowski. Memorie (anni 1835-1877). Introduzione, traduzione e note di Szczepan T. Praśkiewicz, Roma 1992.
- Misyjna działalność polskich karmelitów bosych. Wczoraj i dziś, Rzym 1993.
- B.V. Maria nella vita spirituale. Compendio delle lezioni, Roma 1996.
- La B.V. Maria nella vita spirituale. Compendio delle lezioni. Edizione seconda, rivista e aggiornata, Roma 1997.
- Saint Raphael Kalinowski. An Introduction to his Life and Spirituality, Washington 1998.
- Św. Teresa od Dzieciątka Jezus Patronka Misji Doktorem Kościoła. Wybrane aspekty duchowości oraz jej rola w Kościele, Rzym 1997.
- Św. Rafał Kalinowski. Teolog duchowości i asceta, Kraków 1998.
- Alfonso Maria Mazurek. La forza inerme del martirio, Milano 1999.
- El Beato Alfonso Maria Mazurek, Burgos 1999.
- Giuseppe Raffaele Kalinowski. Militare, insorto, deportato e infine carmelitano. Milano 1999.
- Ideał misyjny św. Teresy Benedykty od Krzyża (Edyty Stein), Kraków 1999.
- Maryja zawsze i we wszystkim. Duchowość maryjna św. Rafała Kalinowskiego, Kraków 1999.
- Misje karmelitańskie dzisiaj, Kraków 1999.
- Szkaplerz karmelitański dziś, Kraków 1999.
- Eklezjalny wymiar karmelitańskiego charyzmatu w doświadczeniu świętych Zakonu, Kraków 2000.
- Mało znani święci Karmelu z okresu pontyfikatu Jana Pawła II, Kraków 2000.
- Odnowić się w postępowaniu za Chrystusem. Jubileuszowe refleksje nad naszym powołaniem zakonnym, Kraków 2000.
- Ślub czystości według Jana Pawła II, Kraków 2000.
- Zagadnienie modlitwy według najnowszych dokumentów Kościoła, Kraków 2000.
- Błogosławiony Alfons Maria Mazurek. Męczennicy 1939–1945, Włocławek 2001.
- Cuda zatwierdzone kanonicznie do gloryfikacji o. Rafała Kalinowskiego, Kraków 2001; Duchowość Zgromadzenia Sióstr „Jedność” pw. św. Teresy od Dzieciątka Jezus na przykładzie orędzia jego głównej Patronki, Kraków 2001.
- Wyprzedziła czasy. Sakramenty i Liturgia Kościoła w przeżyciu św. Teresy od Dzieciątka Jezus, Kraków 2001.
- Najświętsza Maryja Panna w życiu duchowym. Systematyczny wykład odnowionej duchowości maryjnej, Kraków 2002.
- Jan Paweł II – Mąż ustawicznej modlitwy, Kraków 2004.
- Wierni Chrystusowi i Kościołowi. Męczennicy polskiego Karmelu w pierwszym czterechsetleciu jego historii, Kraków 2004.
- Wpływ Kościoła Katolickiego na kształtowanie się tożsamości narodowej Polaków na przestrzeni dziejów, Chełm 2004.
- Wzniosła doktryna św. Teresy od Dzieciątka Jezus Doktora Kościoła. Refleksje po peregrynacji urny z relikwiami w Polsce, Kraków 2005.
- Sługa Boży Jan Paweł II i święci wadowickiego klasztoru Karmelitów Bosych: Rafał Kalinowski i Alfons Mazurek, Kraków 2006.
- Elementy duchowości terezjańskiej i terezeńskiej w życiu i posługiwaniu Sł. B. Teresy od św. Józefa Kierocińskiej, Kraków 2006.
- Cuda przedłożone Stolicy Apostolskiej i kanonicznie zatwierdzone do gloryfikacji najnowszych świętych i błogosławionych Karmelu terezjańskiego, Kraków 2007.
- Człowiek zdobyty przez Chrystusa, Kraków 2007.
- Nabożeństwo św. Rafała Kalinowskiego do św. Józefa i do świętych Karmelu, Kraków 2007.
- Oddał życie z miłości. Rafał Kalinowski [...] w wypowiedziach Jana Pawła II, Wadowice 2007.
- Św. Rafał Kalinowski wzorem i patronem współczesnego człowieka, Kraków 2007.
- Wierzyć i uczyć życiem, Kraków 2007.
- Wyprzedził epokę! Sakramenty w ujęciu św. Rafała Kalinowskiego, Kraków 2007.
- Z Maryją zawsze i we wszystkim, Kraków 2007.
- Z prowincjalskiej teki, Kraków 2007.
- Żył wśród nas. Bł. Eufrazjusz od Dzieciątka Jezus, Kraków 2007.
- Duchowość maryjna, Kraków 2008.
- Postępowanie kanonizacyjne, Kraków 2008.
- Ziemia piotrkowicka. Powołania rodzime oraz kapłani posługujący w Sanktuarium Matki Bożej Loretańskiej, Piotrkowice 2008.
- Postępowanie beatyfikacyjne na drodze heroiczności cnót; Kraków 2009.
- Przedziwny Bóg w świętych swoich. O świętych i o świętości z o. Szczepanem T. Praśkiewiczem OCD rozmawia Kajetan Rajski, Kraków 2010.
- Zagadnienie cudu w postępowaniu kanonizacyjnym na szczeblu diecezjalnym, Kraków 2010.
- Sprawy dawne [kanonizacyjne], Kraków 2011.
- Skarb karmelitański. Do druku przygotowali i przypisami opatrzyli Lucyna Sterczewska i o. Szczepan T. Praśkiewicz OCD, Poznań 2011.